# Lauryn Williams
Lauryn Chenet Williams (Los Angeles, 11 de setembro de 1983) é uma velocista norte-americana, campeã olímpica e mundial nos 100 m rasos e no revezamento 4x100 m.
Em Atenas 2004 foi medalha de prata nos 100 metros rasos, e em Pequim 2008 ficou em quarto lugar na mesma prova. Tem também três ouros em campeonatos mundiais de atletismo. Sua melhor marca nos 100 metros rasos é de 10s88, obtidos em 2005. Nos Jogos Olímpicos de Londres, em 2012, obteve a medalha de ouro no revezamento 4x100 metros.
Em 2014, participou dos Jogos Olímpicos de Inverno em Sóchi, na Rússia, e obteve uma medalha de prata competindo no bobsleigh.